# Shonie Carter
Pour les articles homonymes, voir Carter.
Mearion Shonie Bickhem III, né le 3 mai 1972 à Chicago dans l'Illinois et surnommé « Mr. International » Shonie Carter, est un pratiquant américain de combat libre.
Il est célèbre pour avoir participé à l'Ultimate Fighter 4, avoir combattu dans 3 catégories de poids différentes (170, 185 et 205 pounds) et avoir une longue carrière avec un palmarès de 81-16-7. 
Son record à l'Ultimate Fighting Championship (UFC) est de 3-3, avec des combats remportés face à Brad Gumm à l'UFC 24, Adrian Serrano à l'UFC 26, et Matt Serra à l'UFC 31. Ses 3 combats perdus l'ont été devant Pat Miletich lors de l'UFC 32, Nathan Quarry à l'UFC 53 et Marcus Davis à l'UFC Fight Night 7. 

## Palmarès en MMA

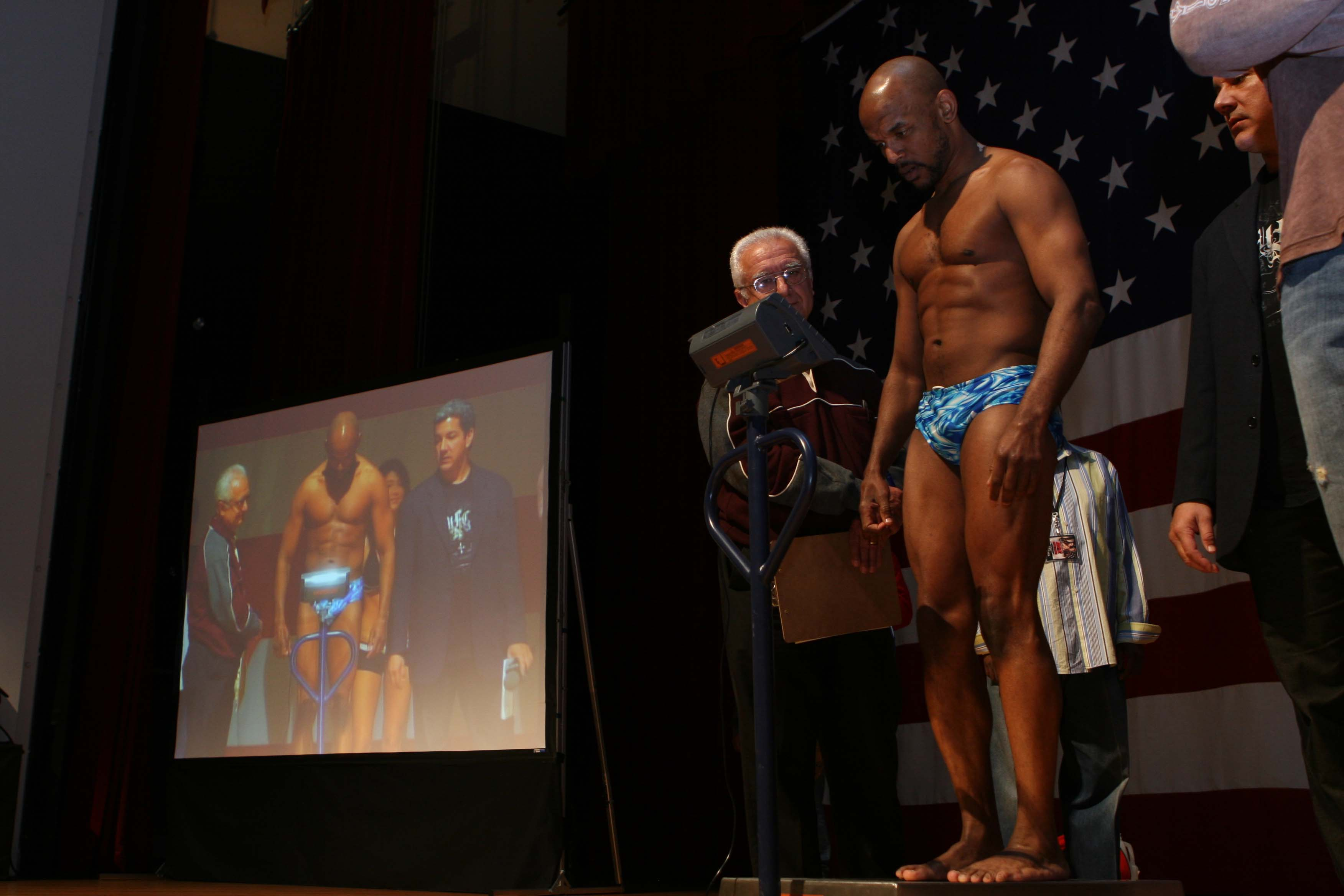
Shonie Carter à la pesée lors de l'UFC Fight Night 7, le 13 décembre 2006.

| Résultat | Record  | Adversaire           | Méthode                         | Événement                                 | Date               | Round | Temps | Lieu                                                |
| -------- | ------- | -------------------- | ------------------------------- | ----------------------------------------- | ------------------ | ----- | ----- | --------------------------------------------------- |
| Win      | 38-17-7 | John Cronk           | Decision (Unanimous)            | WFC - Armageddon                          | 12 avril 2008      | 3     |       | Colorado, United States                             |
| Loss     | 37-17-7 | Brad Zazulak         | TKO (Injury)                    | MFC 14 - High Rollers                     | 23 novembre 2007   | 1     | 2:09  | Alberta, Canada                                     |
| Win      | 37-16-7 | Chris Powers         | Decision (Unanimous)            | ISCF - Fight 2 the Finish                 | 9 novembre 2007    | 3     |       | Illinois, United States                             |
| Win      | 36-16-7 | Joshua Taibl         | Submission (Strikes)            | EC 83 - Extreme Challenge 83              | 1er septembre 2007 | 2     | 3:20  | Iowa, United States                                 |
| Win      | 35-16-7 | Kris Fleurstil       | TKO                             | XFO 18 - Xtreme Fighting                  | 30 juin 2007       | 1     | 4:05  | Wisconsin, United States                            |
| Loss     | 34-16-7 | Marcus Davis         | Decision (Unanimous)            | UFC - Fight Night 7                       | 13 décembre 2006   | 3     | 5:00  | Marine Corps Air Station Miramar, San Diego, Calif. |
| Win      | 34-15-7 | Alex Carter          | Submission (Rear Naked Choke)   | IFC - Rumble on the River                 | 11 mars 2006       | 1     | 3:21  | Nebraska, United States                             |
| Win      | 33-15-7 | Jason Black          | TKO (Injury)                    | KOTC - Redemption on the River            | 17 février 2006    | 1     | 1:18  | Illinois, United States                             |
| Loss     | 32-15-7 | Mike Pyle            | Submission (Triangle Choke)     | WEC 18 - Unfinished Business              | 13 janvier 2006    | 1     | 2:06  | Californie, United States                           |
| Loss     | 32-14-7 | Jonathan Goulet      | Submission (Bulldog Choke)      | TKO 23 - Extreme                          | 5 novembre 2005    | 1     | 3:05  | Québec, Canada                                      |
| Win      | 32-13-7 | Marcin Zontek        | Decision                        | KSW 4 - Konfroncacja                      | 10 septembre 2005  | N/A   |       | Poland                                              |
| Win      | 31-13-7 | Josh Haynes          | Decision (Unanimous)            | IFC - Rock N' Rumble                      | 30 juillet 2005    | 3     | 5:00  | Nevada, United States                               |
| Win      | 30-13-7 | Jason MacDonald      | Decision                        | TKO 21 - Collision                        | 15 juillet 2005    | 3     | 5:00  | Montréal, Québec, Canada                            |
| Loss     | 29-13-7 | Nathan Quarry        | TKO (Strikes)                   | UFC 53 - Heavy Hitters                    | 4 juin 2005        | 1     | 2:37  | New Jersey, United States                           |
| Loss     | 29-12-7 | Jorge Oliveira       | Decision (Unanimous)            | WEC 13 - Heavyweight Explosion            | 22 janvier 2005    | 3     | 5:00  | Californie, United States                           |
| NC       | 29-11-7 | Buddy Clinton        | No Contest                      | KOTC - Indiana                            | 20 novembre 2004   | N/A   |       | Indiana, United States                              |
| Win      | 29-11-7 | John Cronk           | TKO (Doctor Stoppage)           | KOTC - Revenge                            | 14 novembre 2004   | 1     | 5:00  | Californie, United States                           |
| Win      | 28-11-7 | Jody Poff            | Submission (Rear Naked Choke)   | WEC 12 - Halloween Fury 3                 | 21 octobre 2004    | 1     | 3:48  | Californie, United States                           |
| Loss     | 27-11-7 | Azred Telkusheev     | Decision                        | M-1 MFC - Middleweight GP                 | 9 octobre 2004     | N/A   |       | St. Petersburg, Russia                              |
| Win      | 27-10-7 | Jason Biswell        | TKO                             | WEC 11 - Evolution                        | 20 août 2004       | 1     | 3:13  | Californie, United States                           |
| Win      | 26-10-7 | Jess Liaudin         | Decision                        | CW - Cage Wars                            | 30 mai 2004        | N/A   |       | Ireland                                             |
| Loss     | 25-10-7 | Karo Parisyan        | Decision (Unanimous)            | WEC 10 - Bragging Rights                  | 21 mai 2004        | 3     | 5:00  | Californie, United States                           |
| Win      | 25-9-7  | Gabe Garcia          | TKO (Injury)                    | WEC 9 - Cold Blooded                      | 16 janvier 2004    | 1     | 0:30  | Californie, United States                           |
| Loss     | 24-9-7  | Jon Fitch            | Submission (Strikes)            | Shooto USA - Warrior Spirit: Evolution    | 14 novembre 2003   | 3     |       | Nevada, United States                               |
| Win      | 24-8-7  | JT Taylor            | Decision                        | WEC 8 - Halloween Fury 2                  | 17 octobre 2003    | 3     | 5:00  | Californie, United States                           |
| Win      | 23-8-7  | Dax Bruce            | Submission (Rear Naked Choke)   | WEC 7 - This Time It's Personal           | 9 août 2003        | 1     | 2:28  | Californie, United States                           |
| Draw     | 22-8-7  | Kousei Kubota        | Draw                            | Shidokan - New Combat Festival            | 13 juillet 2003    | 2     | 5:00  | Tokyo, Japan                                        |
| Loss     | 22-8-6  | Ronald Jhun          | Decision (Unanimous)            | KOTC 23 - Sin City                        | 16 mai 2003        | 5     | 5:00  | Nevada, United States                               |
| Win      | 22-7-6  | Peter Angerer        | Decision                        | Shido - Fists of Fury 2                   | 12 avril 2003      | 3     | 5:00  | Germany                                             |
| Loss     | 21-7-6  | Jeremy Jackson       | Decision (Unanimous)            | WEC 6 - Return of a Legend                | 27 mars 2003       | 3     | 5:00  | Californie, United States                           |
| Win      | 21-6-6  | Seichi Ikemoto       | Decision (Unanimous)            | Shooto 2003 - 3/18 in Korakuen Hall       | 18 mars 2003       | 3     | 5:00  | Tokyo, Japan                                        |
| Win      | 20-6-6  | Fernando Vasconcelos | TKO (Corner Stoppage)           | KOTC 21 - Invasion                        | 21 février 2003    | 2     | 5:00  | Mexico                                              |
| Draw     | 19-6-6  | Ronald Jhun          | Draw                            | SB 27 - SuperBrawl 27                     | 9 novembre 2002    | 3     | 5:00  | Hawaii, United States                               |
| Win      | 19-6-5  | Jay Buck             | Decision (Split)                | IC 5 - Tribulation                        | 26 octobre 2002    | 3     | 5:00  | Indiana, United States                              |
| Win      | 18-6-5  | Randy Velarde        | Submission (Rear Naked Choke)   | KOTC 16 - Double Cross                    | 2 août 2002        | 1     | 4:53  | Californie, United States                           |
| Win      | 17-6-5  | Kolo Koka            | Decision (Unanimous)            | SB 25 - SuperBrawl 25                     | 13 juillet 2002    | 3     | 5:00  | Hawaii, United States                               |
| Win      | 16-6-5  | Armin Eslami         | Decision                        | Shido - Fists of Fury 1                   | 13 avril 2002      | 3     | 5:00  | Germany                                             |
| Loss     | 15-6-5  | Pat Miletich         | KO (Kick)                       | UFC 32 - Showdown in the Meadowlands      | 29 juin 2001       | 2     | 2:42  | New Jersey, United States                           |
| Win      | 15-5-5  | Matt Serra           | KO (Spinning Back Fist)         | UFC 31 - Locked & Loaded                  | 4 mai 2001         | 3     | 4:51  | New Jersey, United States                           |
| Win      | 14-5-5  | Yuji Hoshino         | Decision (Majority)             | Pancrase - Trans 7                        | 4 décembre 2000    | 1     | 15:00 | Tokyo, Japan                                        |
| Loss     | 13-5-5  | Steve Berger         | Submission (Rear Naked Choke)   | RSF 1 - Reality Submission Fighting 1     | 6 octobre 2000     | 1     | 2:41  | Illinois, United States                             |
| Win      | 13-4-5  | Joe Merit            | Decision                        | RSF 1 - Reality Submission Fighting 1     | 6 octobre 2000     | 1     | 18:00 | Illinois, United States                             |
| Loss     | 12-4-5  | Nathan Marquardt     | Decision (Unanimous)            | Pancrase - 2000 Anniversary Show          | 24 septembre 2000  | 2     | 3:00  | Yokohama, Japan                                     |
| Win      | 12-3-5  | Chris Lytle          | Decision (Unanimous)            | Pancrase - 2000 Anniversary Show          | 24 septembre 2000  | 3     | 3:00  | Yokohama, Japan                                     |
| Win      | 11-3-5  | Yoshinori Kawasaki   | Decision (Unanimous)            | Pancrase - Trans 5                        | 23 juillet 2000    | 1     | 10:00 | Tokyo, Japan                                        |
| Win      | 10-3-5  | Adrian Serrano       | Decision                        | UFC 26 - Ultimate Field of Dreams         | 9 juin 2000        | 2     | 5:00  | Iowa, United States                                 |
| Draw     | 9-3-5   | Kiuma Kunioku        | Draw                            | Pancrase - Trans 3                        | 30 avril 2000      | 2     | 3:00  | Yokohama, Japan                                     |
| Win      | 9-3-4   | Brad Gumm            | Decision                        | UFC 24 - First Defense                    | 10 mars 2000       | 2     | 5:00  | Louisiane, United States                            |
| Win      | 8-3-4   | Kousei Kubota        | Decision (Unanimous)            | Pancrase - Trans 1                        | 23 janvier 2000    | 1     | 10:00 | Tokyo, Japan                                        |
| Draw     | 7-3-4   | Takafumi Ito         | Draw                            | Pancrase - Breakthrough 10                | 28 novembre 1999   | 1     | 15:00 | Osaka, Japan                                        |
| Loss     | 7-3-3   | Steve Berger         | Decision (Split)                | IC1999 - Ironheart Crown 1999             | 6 novembre 1999    | 2     | 2:00  |                                                     |
| Loss     | 7-2-3   | Pat Miletich         | Decision                        | EC 27 - Extreme Challenge 27              | 21 août 1999       | 1     | 20:00 | Iowa, United States                                 |
| Draw     | 7-1-3   | Simon Posner         | Draw                            | SB 12 - SuperBrawl 12                     | 1er juin 1999      | 3     | 5:00  | Hawaii, United States                               |
| Win      | 7-1-2   | Phil Johns           | Verbal Submission (Knee Injury) | EC 23 - Extreme Challenge 23              | 2 avril 1999       | 1     | 2:59  | Indiana, United States                              |
| Win      | 6-1-2   | Keith Wisniewski     | KO                              | IMAC 3 - Indiana Martial Arts Challenge 3 | 6 mars 1999        | 1     | 0:40  | Indiana, United States                              |
| Draw     | 5-1-2   | Dave Menne           | Draw                            | EC 20 - Extreme Challenge 20              | 22 août 1998       | 1     | 20:00 | Iowa, United States                                 |
| Win      | 5-1-1   | Jesse Jones          | Submission (Frustration)        | EC 16 - Extreme Challenge 16              | 26 mars 1998       | 1     | 9:05  | Iowa, United States                                 |
| Win      | 4-1-1   | Todd Taylor          | Submission (Rear Naked Choke)   | CF - Combat Fighting                      | 14 février 1998    | N/A   |       |                                                     |
| Win      | 3-1-1   | Andy Sanders         | Submission                      | EC 5 - Extreme Challenge 5                | 18 avril 1997      | 1     | 3:24  | Iowa, United States                                 |
| Win      | 2-1-1   | Dave Menne           | Decision                        | EC 5 - Extreme Challenge 5                | 18 avril 1997      | 1     | 15:00 | Iowa, United States                                 |
| Draw     | 1-1-1   | Daniel Vianna        | Draw                            | CC 3 - Chicago Challenge 3                | 15 mars 1997       | N/A   |       | Illinois, United States                             |
| Win      | 1-1     | Chad Cox             | KO                              | EC 4 - Extreme Challenge 4                | 22 février 1997    | 1     | 2:45  | Iowa, United States                                 |
| Loss     | 0-1     | LaVerne Clark        | KO                              | EC 3 - Extreme Challenge 3                | 15 février 1997    | 1     | 0:09  | Iowa, United States                                 |